# Szlovénia az Eurovíziós Dalfesztiválokon
Szlovénia eddig harminc alkalommal vett részt az Eurovíziós Dalfesztiválon.
A szlovén műsorsugárzó a Radiotelevizija Slovenija, amely 1993-ban lett tagja az Európai Műsorsugárzók Uniójának, és 1993-ban csatlakozott a versenyhez.
1961 és 1991 között Jugoszlávia tagállamaként vett részt. A huszonhét jugoszláv indulóból négy volt szlovén.

## Története

### Évről évre
Szlovénia 1993-ban debütált független államként, de mindössze a huszonkettedik helyen végeztek, és így az 1993 és 2003 között érvényben lévő kieséses rendszer értelmében nem vehettek részt 1994-ben, majd 2000-ben sem. Legjobb eredményük a hetedik hely, melyet 1995-ben és 2001-ben is elértek.
A 2004 óta megrendezett elődöntőkből először 2007-ben tudtak kvalifikálni a döntőbe, ahol tizenötödik helyen végeztek. A következő három évben ismét nem sikerült döntőbe jutniuk, 2008-ban tizenegyedik, a következő két évben pedig tizenhatodikak lettek. 2011-ben újra döntőbe jutottak, ahol végül tizenharmadik helyen zárták a versenyt. 2012-ben az elődöntőből nem jutottak tovább, utolsó előttiek lettek, a következő évben pedig utolsók. 2014-ben és 2015-ben is továbbjutottak, előbbinél huszonötödik, utóbbinál tizennegyedik helyen zártak. 2016-ban viszont ismét nem sikerült az országnak továbbjutnia, tizennegyedikek lettek az elődöntőben. 2017-ben ismét Omar Naber képviselte az országot, csak úgy, mint 2005-ben. A két részvétele során egyszer sem sikerült továbbjutnia, 2005-ben tizenkettedik, 2017-ben utolsó előtti lett az elődöntőjében. 2018-ban ismét ott voltak a döntőben, végül huszonkettedik helyen zártak. 2019-ben újra tizenötödikek lettek a döntőben. 
2020-ban Ana Soklič képviselte volna az országot, azonban március 18-án az Európai Műsorsugárzók Uniója bejelentette, hogy 2020-ban nem tudják megrendezni a versenyt a COVID–19-koronavírus-világjárvány miatt. A szlovén műsorsugárzó jóvoltából végül újabb lehetőséget kapott az ország képviseletére a következő évben. Az énekesnőnek végül nem sikerült továbbjutnia a döntőbe, összesítésben tizenharmadik helyen végeztek. 2022-ben az első elődöntőben az utolsó helyen végeztek. 2023-ban a Joker Out képviselte Szlovéniát, akik továbbjutottak a döntőbe és huszonegyedikek lettek. A következő évben egy helyezéssel jobbak lettek, huszonharmadikként végeztek a döntőben. 2025-ben nem jutottak tovább az elődöntőből.

### Nyelvhasználat
Szlovénia 1993-as debütálásakor még érvényben volt a nyelvhasználatot korlátozó szabály. Ennek értelmében indulóiknak az ország hivatalos nyelvén, vagyis szlovén nyelven kellett énekelniük. Ezt a szabályt 1999-ben eltörölték, azóta főleg angol nyelvű dalokkal neveztek.
Szlovénia eddigi harminc versenydalából tizenhat szlovén nyelven, tizenkettő angol nyelven, három pedig kevert nyelven: kettő angol és szlovén, egy pedig szlovén és portugál nyelven hangzott el.

### Nemzeti döntő

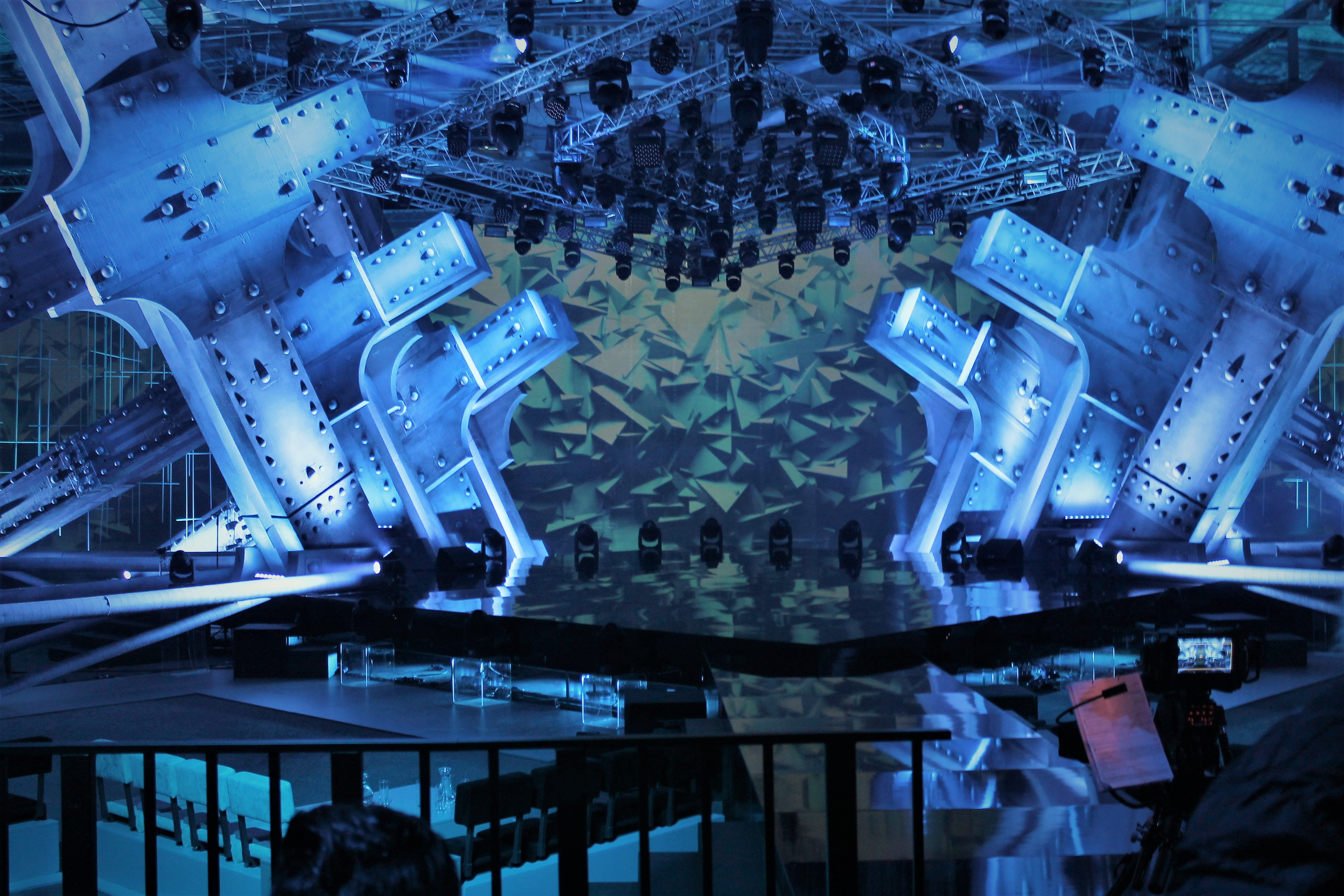
A 2017-es szlovén döntő színpada

A szlovén nemzeti döntő az EMA, melyet az ország debütálása óta, 2013-at leszámítva, minden alkalommal megrendeztek.
A döntőt általában tizenkettő előadó részvételével rendezték, és a végeredményt eleinte regionális zsűrik alakították ki. 1997 óta a nézők is részt vesznek a döntésben telefonos szavazás segítségével. 2001 óta a döntőt egy, vagy több elődöntő előzi meg, a döntőben a nézők, illetve egy zsűri közösen jelölik ki az indulót.
A 2021-es évben egy gálaműsort rendeztek, amikor a 2020-as képviselőjük új lehetőséget kapott a műsorszolgáltatótól, miután elmaradt a verseny a Covid19-pandémia miatt. 2023-ban ismét nem rendezték meg az EMA-t, miután a szlovén televízió belső kiválasztással döntött ki képviselje az országot. Erre az alkalomra egy dalbemutató műsort rendeztek.

## Résztvevők

### Jugoszláviarészeként
Az alábbi táblázat tartalmazza azokat a szlovén dalokat, melyek Jugoszlávia színeiben vettek részt az Eurovíziós Dalfesztiválokon.
| Év   | Előadó        | Dal                     | Magyar fordítás               | Döntő | Pontszám |
| ---- | ------------- | ----------------------- | ----------------------------- | ----- | -------- |
| 1966 | Berta Ambrož  | Brez besed              | Szavak nélkül                 | 7.    | 9        |
| 1967 | Lado Leskovar | Vse rože sveta          | A világ összes virága         | 8.    | 7        |
| 1970 | Eva Sršen     | Pridi, dala ti bom cvet | Gyere, adok neked egy virágot | 11.   | 4        |
| 1975 | Pepel in Kri  | Dan ljubezni            | A szerelem napja              | 13.   | 22       |

### Szlovéniaként
Az alábbi táblázat tartalmazza a független Szlovénia indulóit.
| Év   | Előadó                      | Dal                            | Magyar fordítás         | Döntő                   | Pontszám                | Elődöntő           | Pontszám           |
| ---- | --------------------------- | ------------------------------ | ----------------------- | ----------------------- | ----------------------- | ------------------ | ------------------ |
| 1993 | 1X Band                     | Tih deževen dan                | Egy csendes, esős nap   | 22.                     | 9                       | Nem volt elődöntő  | Nem volt elődöntő  |
|      |                             |                                |                         |                         |                         | Nem volt elődöntő  | Nem volt elődöntő  |
| 1995 | Darja Švajger               | Prisluhni mi                   | Hallgass meg            | 7.                      | 84                      | Nem volt elődöntő  | Nem volt elődöntő  |
| 1996 | Regina                      | Dan najlepših sanj             | A legszebb álom napja   | 21.                     | 16                      | Nem volt elődöntő  | Nem volt elődöntő  |
| 1997 | Tanja Ribič                 | Zbudi se                       | Ébredj fel              | 10.                     | 60                      | Nem volt elődöntő  | Nem volt elődöntő  |
| 1998 | Vili Resnik                 | Naj bogovi slišijo             | Hadd hallják az istenek | 18.                     | 17                      | Nem volt elődöntő  | Nem volt elődöntő  |
| 1999 | Darja Švajger               | For a Thousand Years           | Ezer évig               | 11.                     | 50                      | Nem volt elődöntő  | Nem volt elődöntő  |
|      |                             |                                |                         |                         |                         | Nem volt elődöntő  | Nem volt elődöntő  |
| 2001 | Nuša Derenda                | Energy                         | Energia                 | 7.                      | 70                      | Nem volt elődöntő  | Nem volt elődöntő  |
| 2002 | Sestre                      | Samo ljubezen                  | Csak szerelem           | 13.                     | 33                      | Nem volt elődöntő  | Nem volt elődöntő  |
| 2003 | Karmen Stavec               | Nanana                         | —                       | 23.                     | 7                       | Nem volt elődöntő  | Nem volt elődöntő  |
| 2004 | Platin                      | Stay Forever                   | Maradj örökké           | Nem jutott be a döntőbe | Nem jutott be a döntőbe | 21.                | 5                  |
| 2005 | Omar Naber                  | Stop                           | Állj                    | Nem jutott be a döntőbe | Nem jutott be a döntőbe | 12.                | 69                 |
| 2006 | Anžej Dežan                 | Mr Nobody                      | Senki úr                | Nem jutott be a döntőbe | Nem jutott be a döntőbe | 16.                | 49                 |
| 2007 | Alenka Gotar                | Cvet z juga                    | A Dél virága            | 15.                     | 66                      | 7.                 | 140                |
| 2008 | Rebeka Dremelj              | Vrag naj vzame                 | A pokolba vele          | Nem jutott be a döntőbe | Nem jutott be a döntőbe | 11.                | 36                 |
| 2009 | Quartissimo és Martina      | Love Symphony                  | Szerelem szimfónia      | Nem jutott be a döntőbe | Nem jutott be a döntőbe | 16.                | 14                 |
| 2010 | Ansambel Žlindra & Kalamari | Narodnozabavni rock            | Népi rock               | Nem jutott be a döntőbe | Nem jutott be a döntőbe | 16.                | 6                  |
| 2011 | Maja Keuc                   | No One                         | Senki                   | 13.                     | 96                      | 3.                 | 112                |
| 2012 | Eva Boto                    | Verjamem                       | Hiszem                  | Nem jutott be a döntőbe | Nem jutott be a döntőbe | 17.                | 31                 |
| 2013 | Hannah                      | Straight Into Love             | Egyenesen a szerelembe  | Nem jutott be a döntőbe | Nem jutott be a döntőbe | 16.                | 8                  |
| 2014 | Tinkara Kovač               | Round and Round                | Körbe-körbe             | 25.                     | 9                       | 10.                | 52                 |
| 2015 | Maraaya                     | Here for You                   | Itt vagyok neked        | 14.                     | 39                      | 5.                 | 92                 |
| 2016 | ManuElla                    | Blue and Red                   | Kék és vörös            | Nem jutott be a döntőbe | Nem jutott be a döntőbe | 14.                | 57                 |
| 2017 | Omar Naber                  | On My Way                      | Utamon                  | Nem jutott be a döntőbe | Nem jutott be a döntőbe | 17.                | 36                 |
| 2018 | Lea Sirk                    | Hvala, ne!                     | Köszönöm, nem!          | 22.                     | 64                      | 8.                 | 132                |
| 2019 | Zala Kralj & Gašper Šantl   | Sebi                           | Magad                   | 15.                     | 105                     | 6.                 | 167                |
| 2020 | Ana Soklič                  | Voda                           | Víz                     | Elmaradt a verseny      | Elmaradt a verseny      | Elmaradt a verseny | Elmaradt a verseny |
| 2021 | Ana Soklič                  | Amen                           | Ámen                    | Nem jutott be a döntőbe | Nem jutott be a döntőbe | 13.                | 44                 |
| 2022 | LPS                         | Disko                          | Diszkó                  | Nem jutott be a döntőbe | Nem jutott be a döntőbe | 17.                | 15                 |
| 2023 | Joker Out                   | Carpe Diem                     | Élj a mának!            | 21.                     | 78                      | 5.                 | 103                |
| 2024 | Raiven                      | Veronika                       | Veronika                | 23.                     | 27                      | 9.                 | 51                 |
| 2025 | Klemen                      | How Much Time Do We Have Left? | Mennyi időnk maradt?    | Nem jutott be a döntőbe | Nem jutott be a döntőbe | 13.                | 23                 |

## Szavazástörténet

### 1993–2024
| Hely | Ország              | Pont |
| ---- | ------------------- | ---- |
| 1.   | Horvátország        | 110  |
| 2.   | Szerbia             | 96   |
| 3.   | Ukrajna             | 84   |
| 4.   | Észak-Macedónia     | 80   |
| 5.   | Belgium             | 64   |
| 6.   | Svédország          | 62   |
| 7.   | Norvégia            | 57   |
| 8.   | Bosznia-Hercegovina | 51   |
| 9.   | Montenegró          | 46   |
| 10.  | Ciprus              | 45   |

| Hely | Ország              | Pont |
| ---- | ------------------- | ---- |
| 1.   | Horvátország        | 82   |
| 2.   | Szerbia             | 69   |
| 3.   | Lengyelország       | 68   |
| 4.   | Montenegró          | 61   |
| 5.   | Bosznia-Hercegovina | 49   |
| 6.   | Észak-Macedónia     | 46   |
| 7.   | Románia             | 44   |
| 8.   | Portugália          | 33   |
| 9.   | Ukrajna             | 33   |
| 10.  | Izrael              | 31   |

Szlovénia még sosem adott pontot az elődöntőben Monacónak.
Szlovénia mindegyik országtól kapott legalább egy pontot az elődöntőkben.
| Hely | Ország              | Pont |
| ---- | ------------------- | ---- |
| 1.   | Horvátország        | 155  |
| 2.   | Szerbia             | 144  |
| 3.   | Olaszország         | 139  |
| 4.   | Svédország          | 137  |
| 5.   | Bosznia-Hercegovina | 100  |
| 6.   | Norvégia            | 86   |
| 7.   | Dánia               | 81   |
| 8.   | Oroszország         | 80   |
| 9.   | Ukrajna             | 74   |
| 10.  | Franciaország       | 68   |

| Hely | Ország              | Pont |
| ---- | ------------------- | ---- |
| 1.   | Horvátország        | 118  |
| 2.   | Bosznia-Hercegovina | 61   |
| 3.   | Szerbia             | 60   |
| 4.   | Oroszország         | 35   |
| 5.   | Észak-Macedónia     | 33   |
| 6.   | Lengyelország       | 33   |
| 7.   | Montenegró          | 30   |
| 8.   | Csehország          | 26   |
| 9.   | Írország            | 24   |
| 10.  | Litvánia            | 23   |

Szlovénia még sosem kapott pontot a döntőben a következő országoktól: Andorra, Bulgária, Luxemburg, Moldova és Örményország.
Szlovénia még sosem adott pontot a döntőben a következő országoknak: Fehéroroszország, San Marino és Szlovákia.

## Háttér
| Év   | Rendező     | Kommentátor      | Pontbejelentő    |
| ---- | ----------- | ---------------- | ---------------- |
| 1992 | Malmö       | Miša Molk        | Nem vettek részt |
| 1993 | Millstreet  | Tajda Lekše      | Miša Molk        |
| 1994 | Dublin      | Damjana Golavšek | Nem vettek részt |
| 1995 | Dublin      | Damjana Golavšek | Miša Molk        |
| 1996 | Oslo        | Miša Molk        | Mario Galunič    |
| 1997 | Dublin      | Miša Molk        | Mojca Mavec      |
| 1998 | Birmingham  | Miša Molk        | Mojca Mavec      |
| 1999 | Jeruzsálem  | Miša Molk        | Mira Berginc     |
| 2000 | Stockholm   | Miša Molk        | Nem vettek részt |
| 2001 | Koppenhága  | Andrea F         | Mojca Mavec      |
| 2002 | Tallinn     | Andrea F         | Nuša Derenda     |
| 2003 | Riga        | Andrea F         | Peter Poles      |
| 2004 | Isztambul   | Andrea F         | Peter Poles      |
| 2005 | Kijev       | Mojca Mavec      | Katarina Čas     |
| 2006 | Athén       | Mojca Mavec      | Peter Poles      |
| 2007 | Helsinki    | Mojca Mavec      | Peter Poles      |
| 2008 | Belgrád     | Andrej Hofer     | Peter Poles      |
| 2009 | Moszkva     | Andrej Hofer     | Peter Poles      |
| 2010 | Oslo        | Andrej Hofer     | Andrea F         |
| 2011 | Düsseldorf  | Andrej Hofer     | Klemen Slakonja  |
| 2012 | Baku        | Andrej Hofer     | Lorella Flego    |
| 2013 | Malmö       | Andrej Hofer     | Andrea F         |
| 2014 | Koppenhága  | Andrej Hofer     | Ula Furlan       |
| 2015 | Bécs        | Andrej Hofer     | Tinkara Kovač    |
| 2016 | Stockholm   | Andrej Hofer     | Marjetka Vovk    |
| 2017 | Kijev       | Andrej Hofer     | Katarina Čas     |
| 2018 | Lisszabon   | Andrej Hofer     | Maja Keuc        |
| 2019 | Tel-Aviv[a] | Andrej Hofer     | Lea Sirk         |
| 2021 | Rotterdam   | Mojca Mavec      | Lorella Flego    |
| 2022 | Torino      | Andrej Hofer     | Lorella Flego    |
| 2023 | Liverpool   | Andrej Hofer     | Melani Mekicar   |
| 2024 | Malmö       | Mojca Mavec      | Lorella Flego    |
| 2025 | Bázel       | Mojca Mavec      | Lorella Flego    |

Megjegyzések
↑ a: 2019-ben a döntő alatt az adás feléig Lea Sirk volt a szakkommentátor.

## Galéria

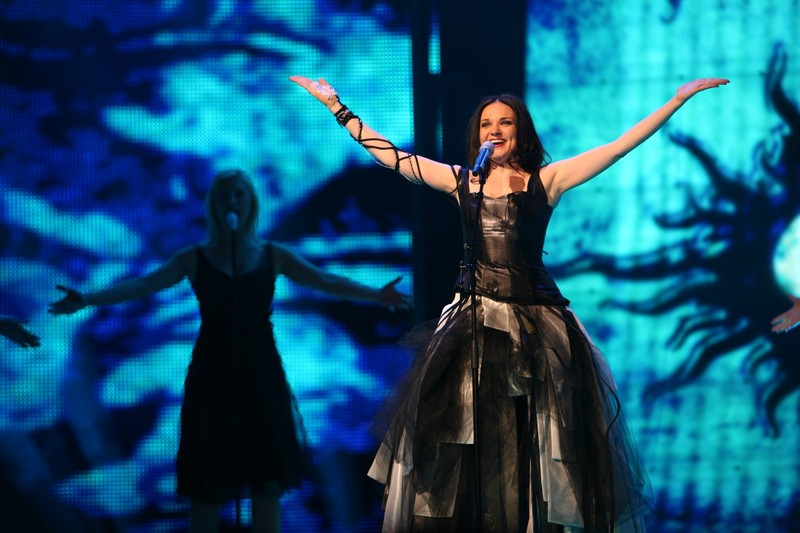
Alenka Gotar Helsinkiben (2007)
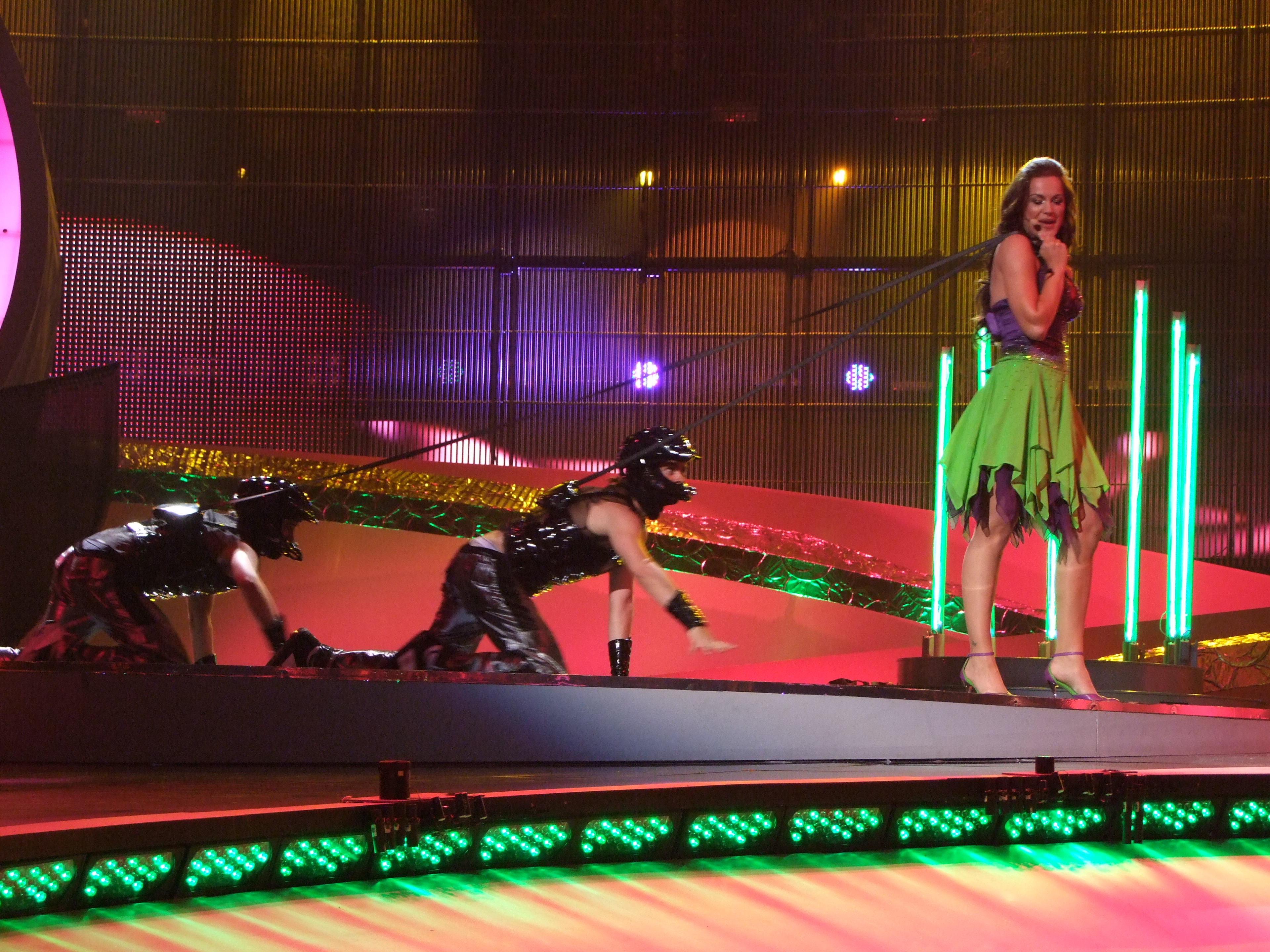
Rebeka Dremelj Belgrádban (2008)
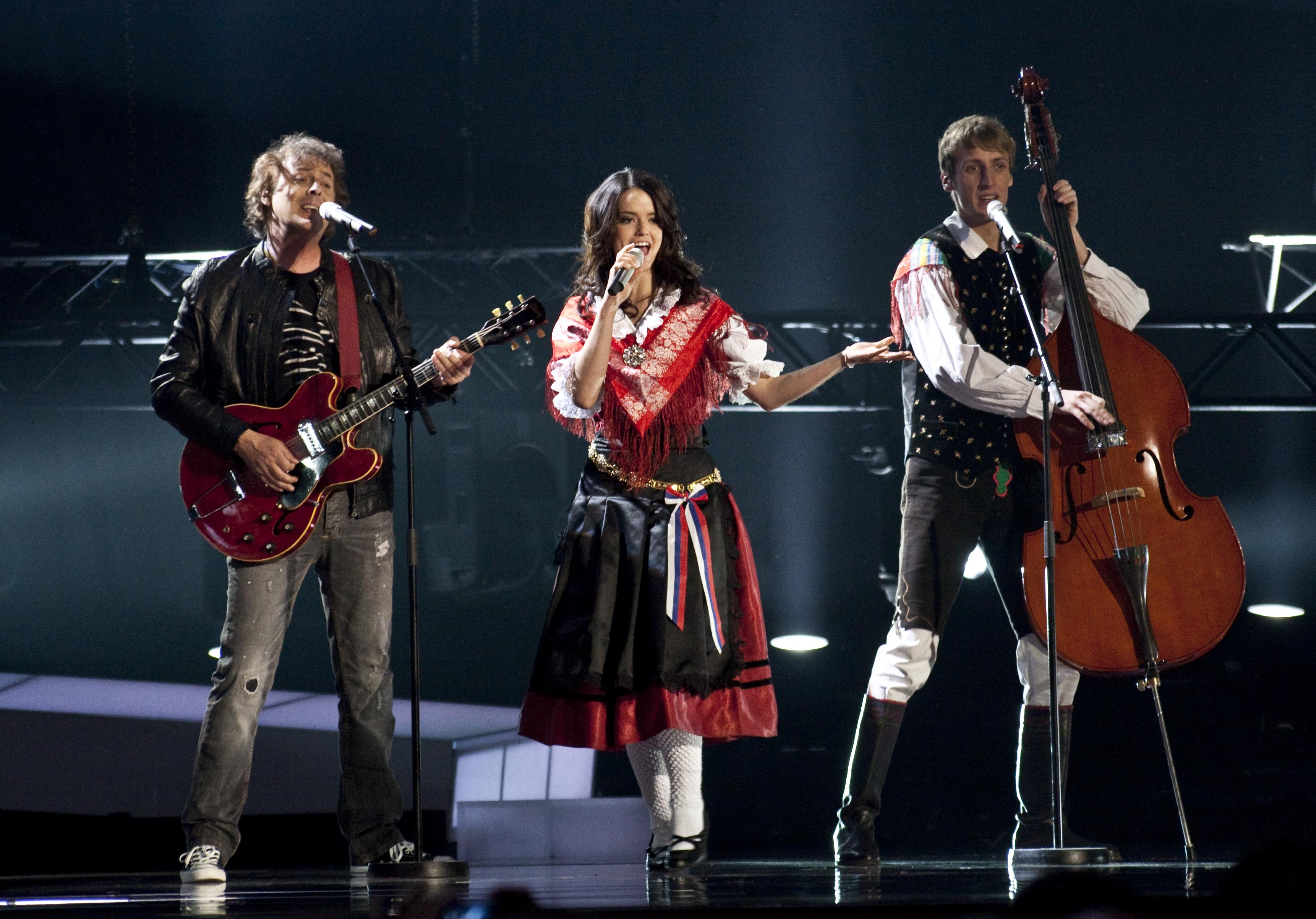
Ansambel Žlindra & Kalamari Oslóban (2010)
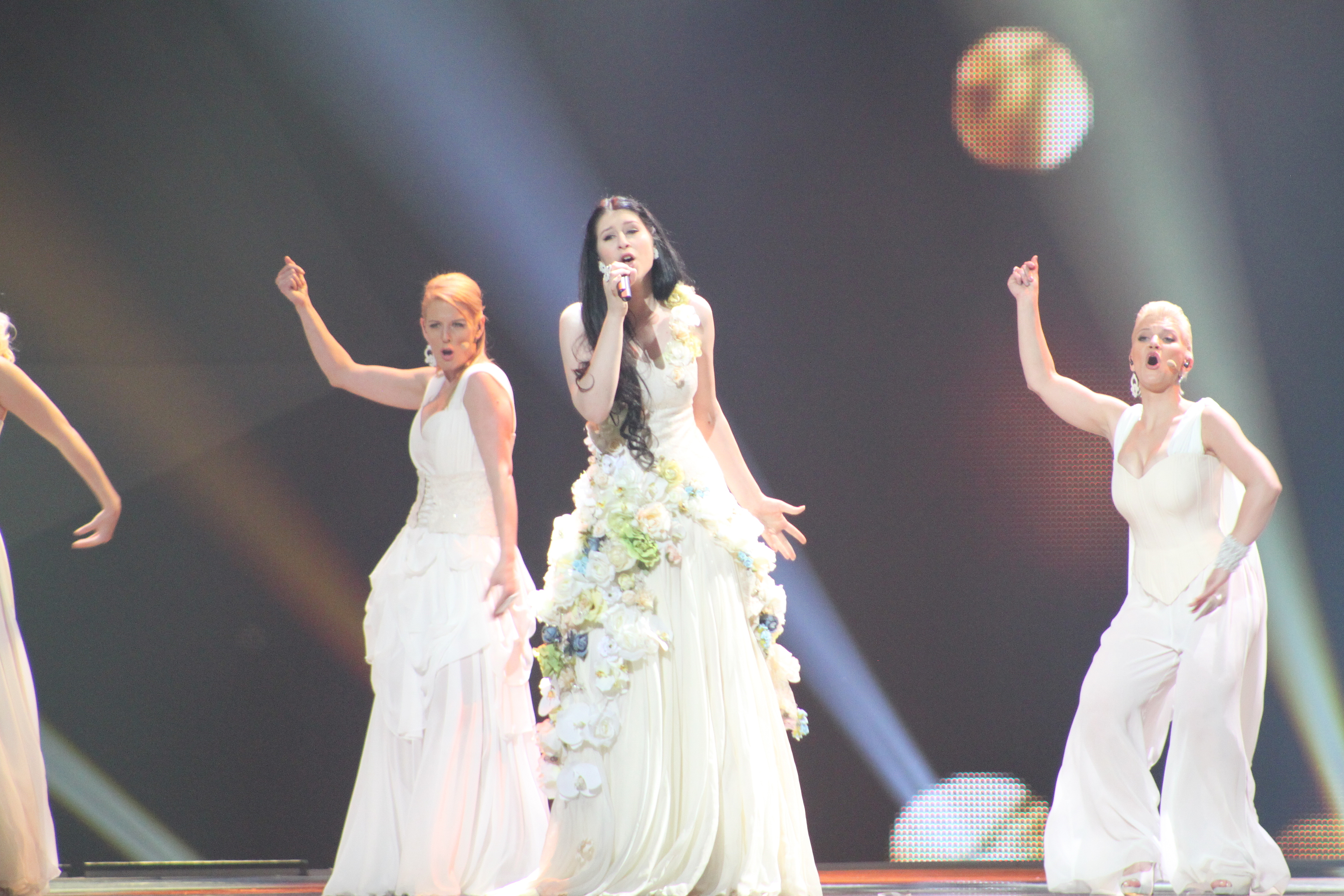
Eva Boto Bakuban (2012)
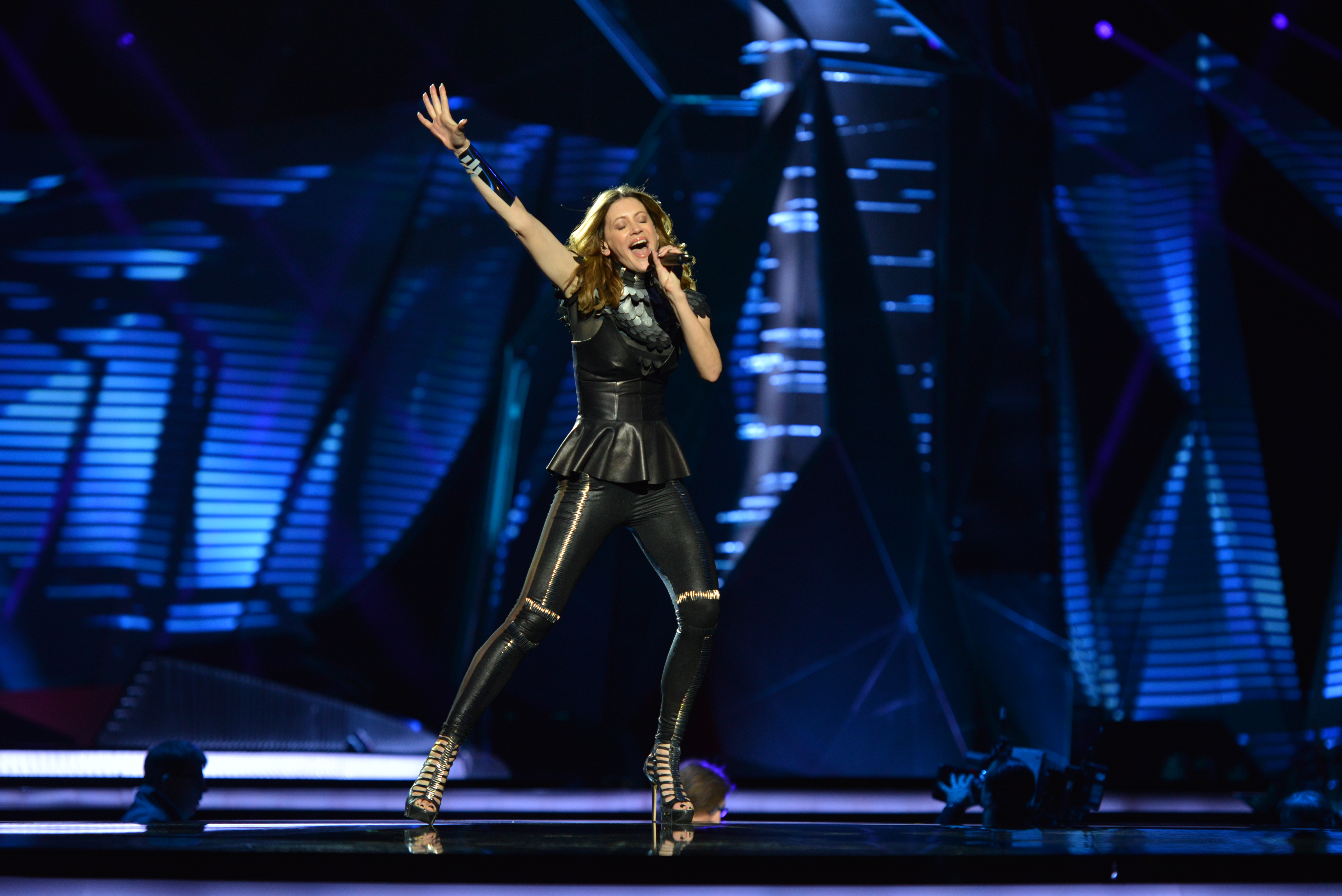
Hannah Malmöben (2013)
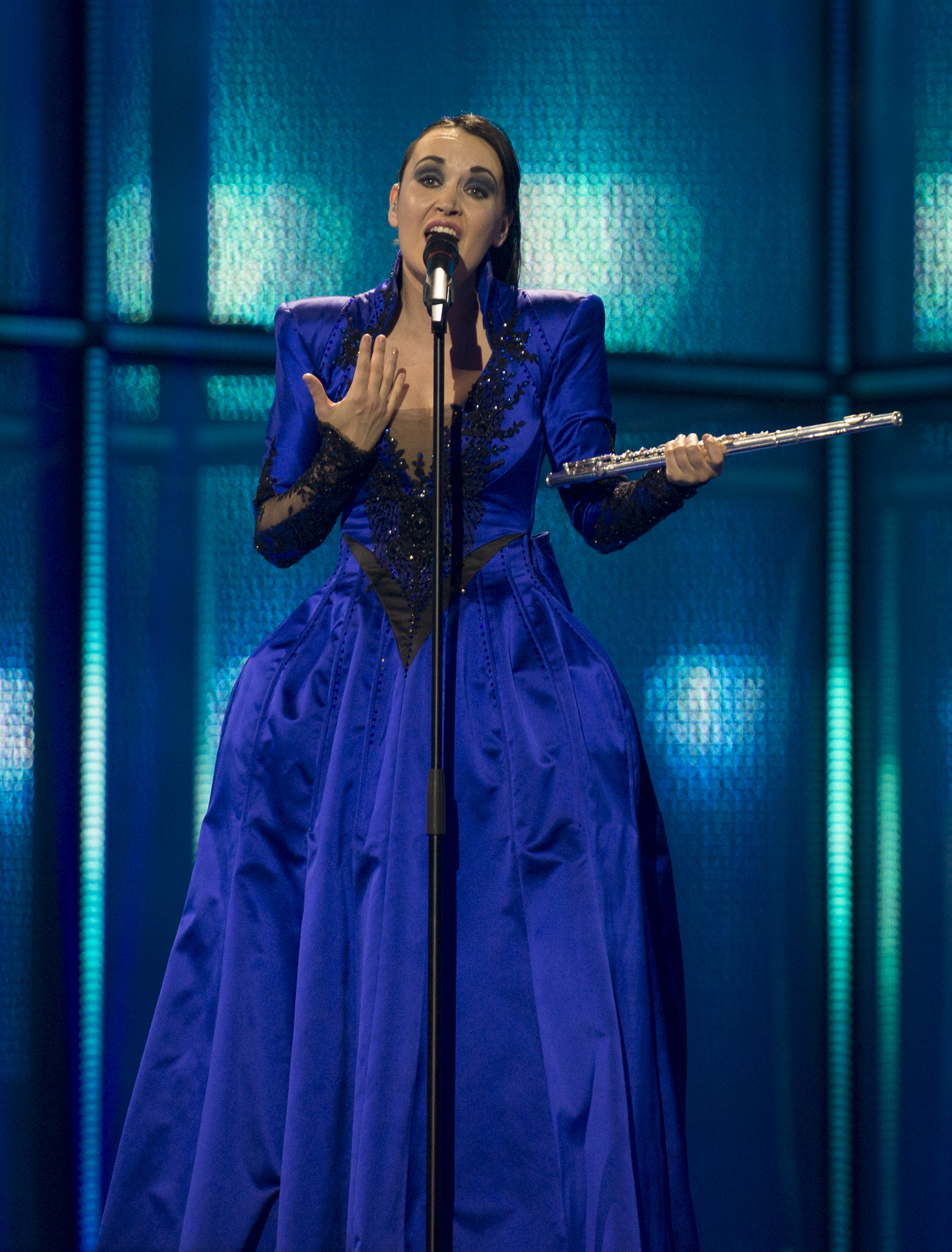
Tinkara Kovač Koppenhágában (2014)
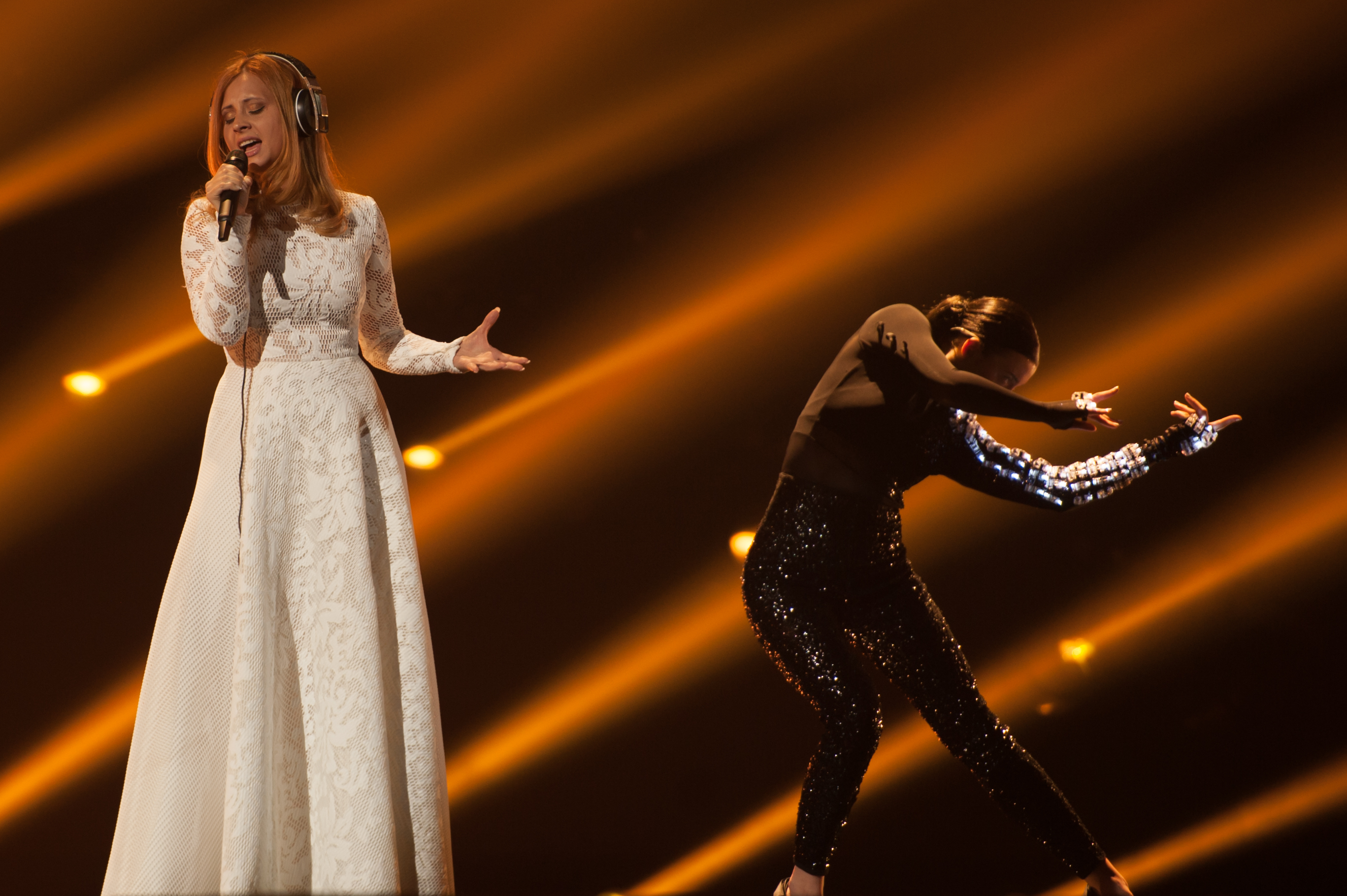
Maraaya Bécsben (2015)
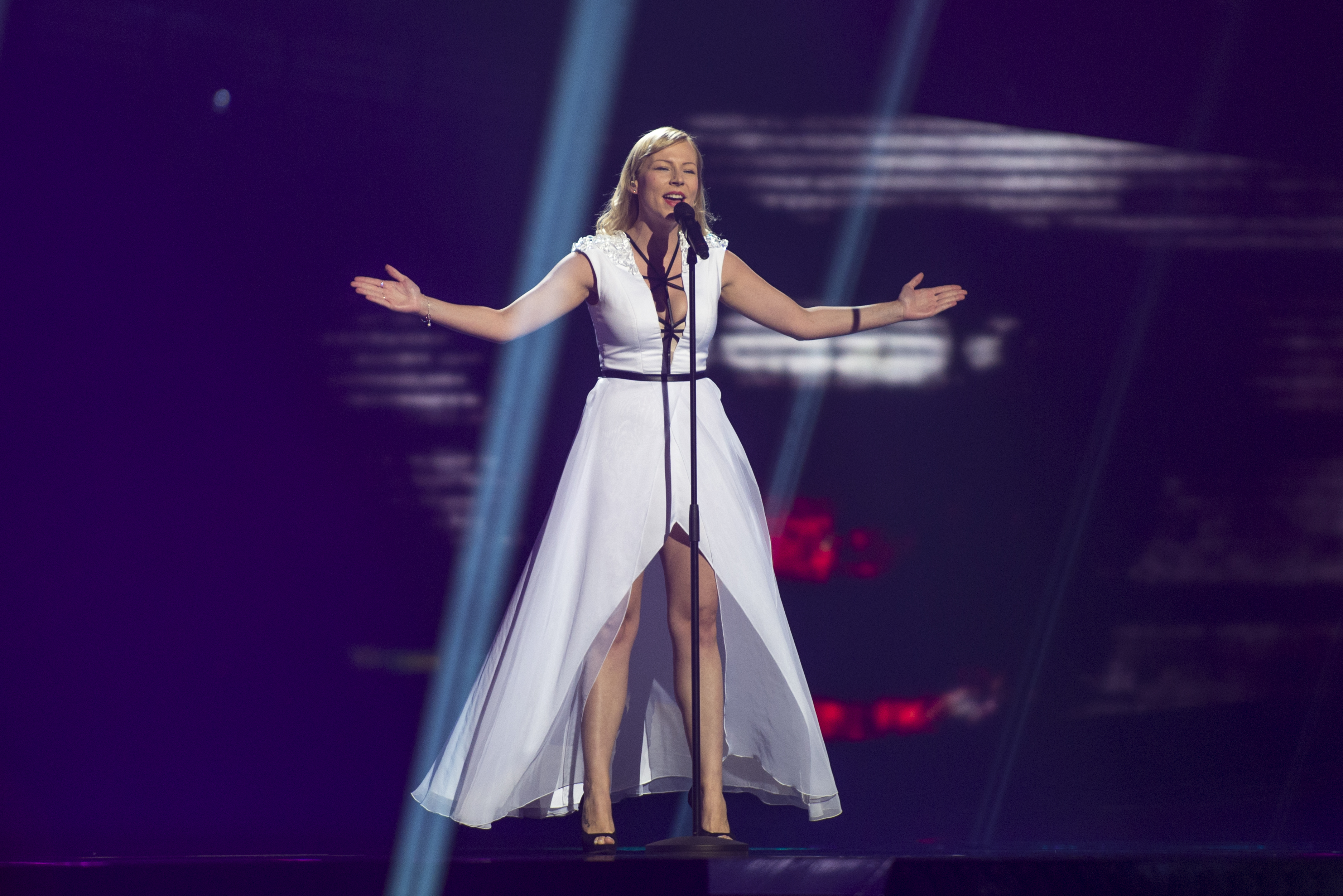
ManuElla Stockholmban (2016)
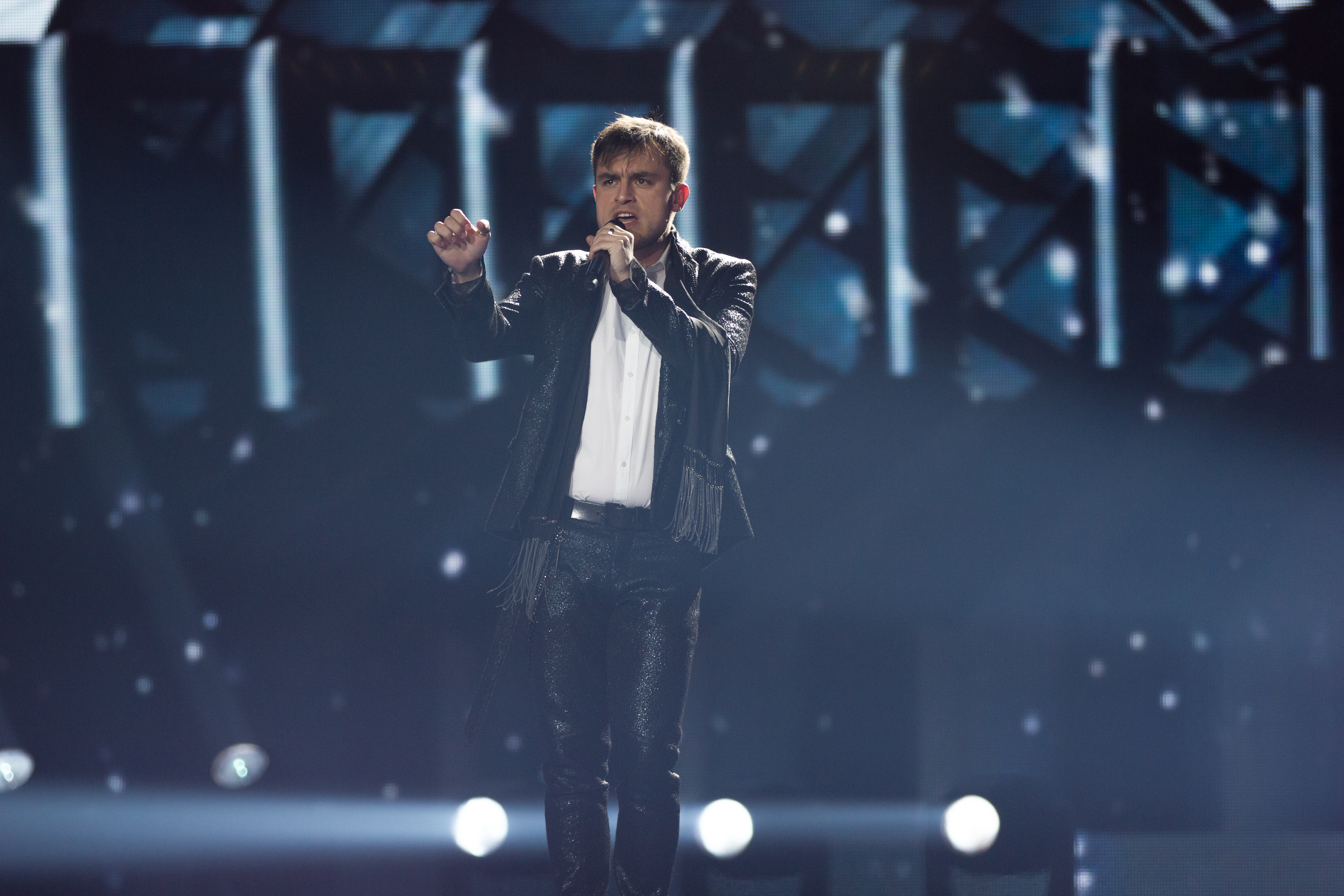
Omar Naber Kijevben (2017)
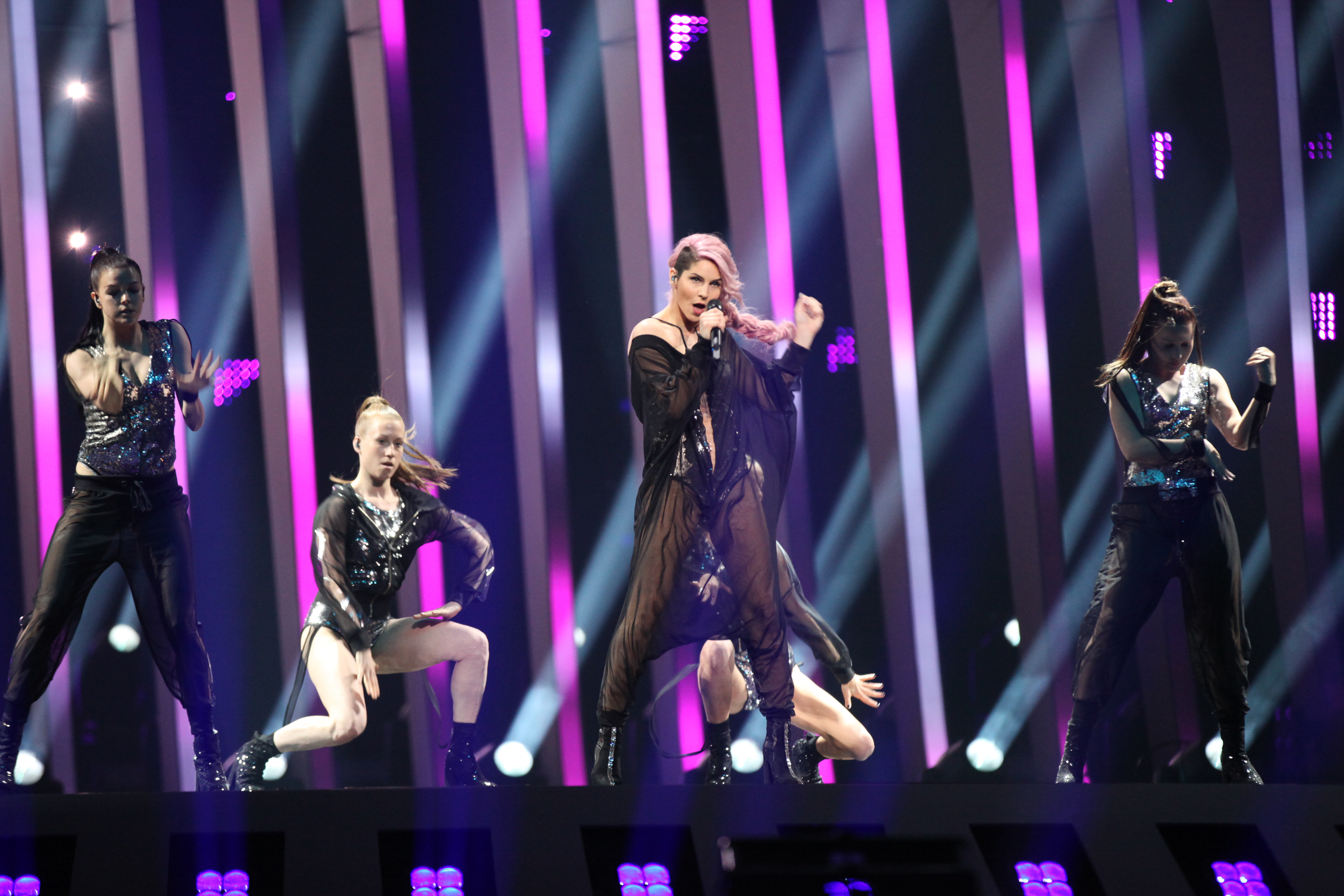
Lea Sirk Lisszabonban (2018)
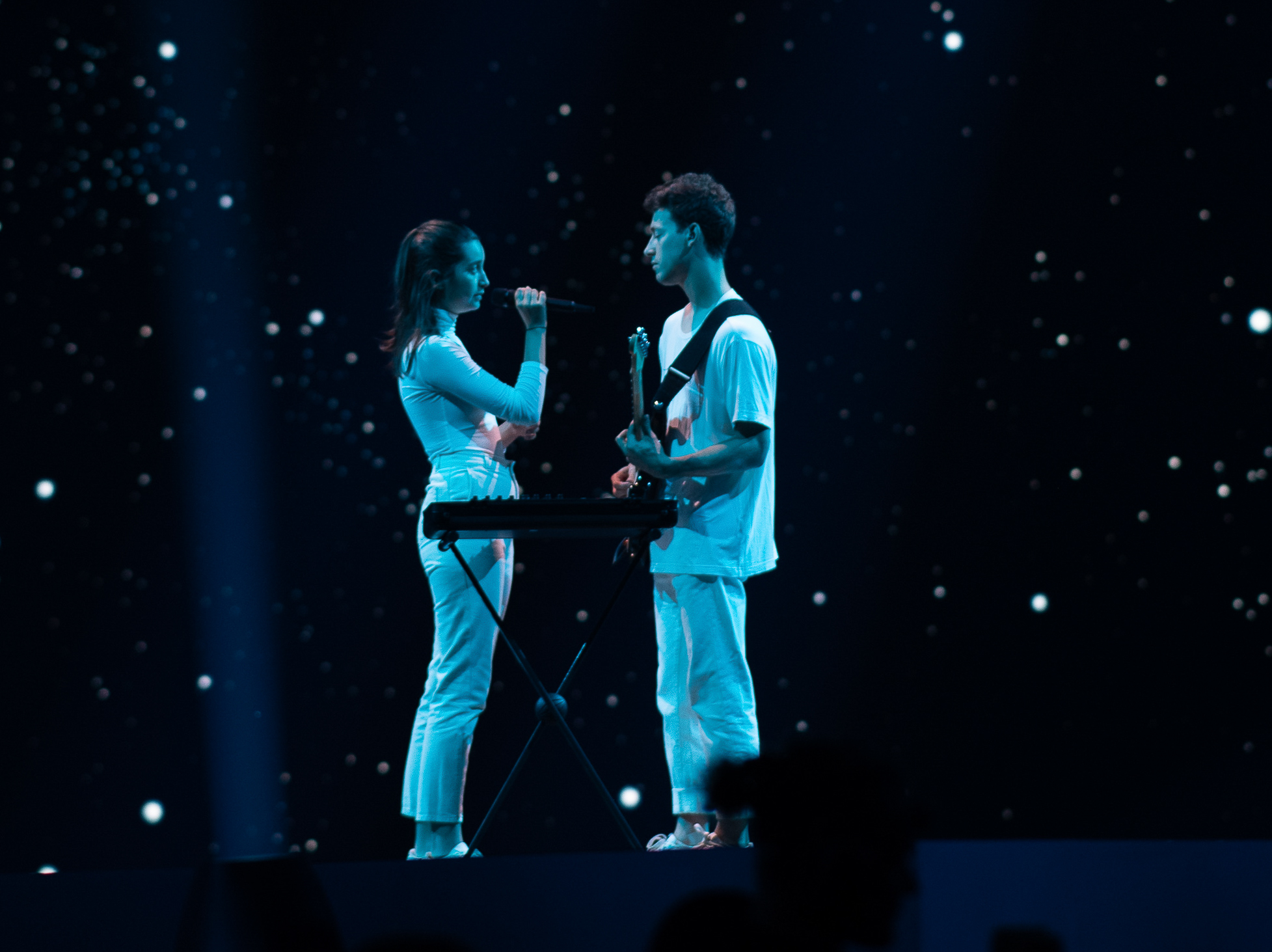
Zala Kralj & Gašper Šantl Tel-Avivban (2019)
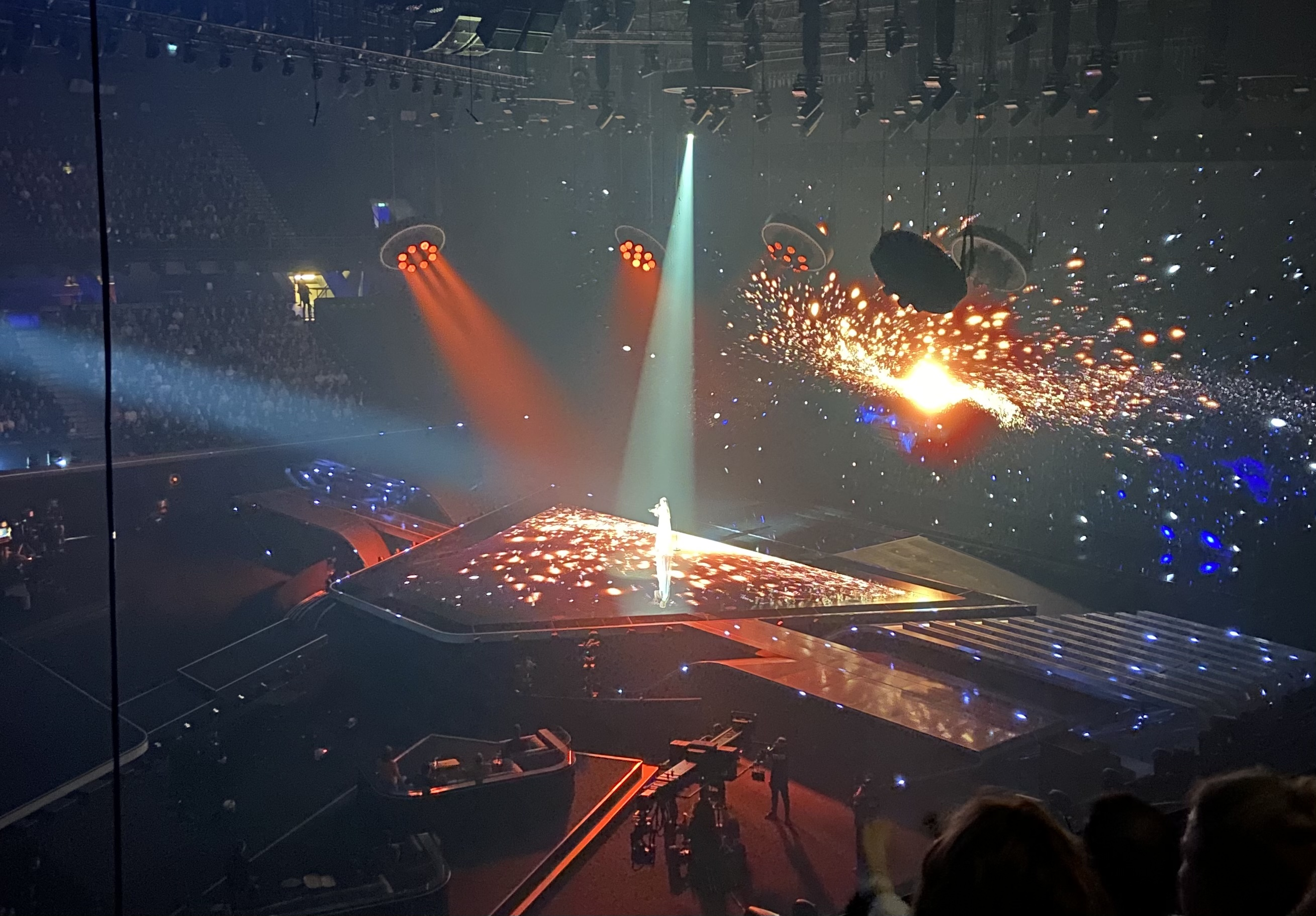
Ana Soklič Rotterdamban (2021)
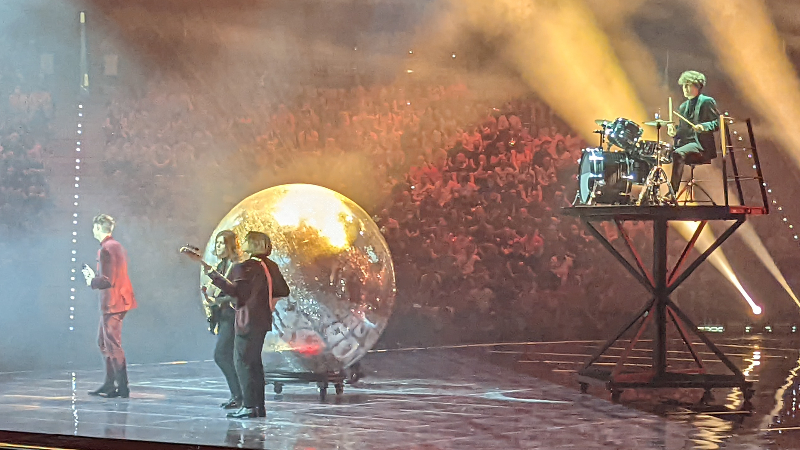
Az LPS Torinóban (2022)
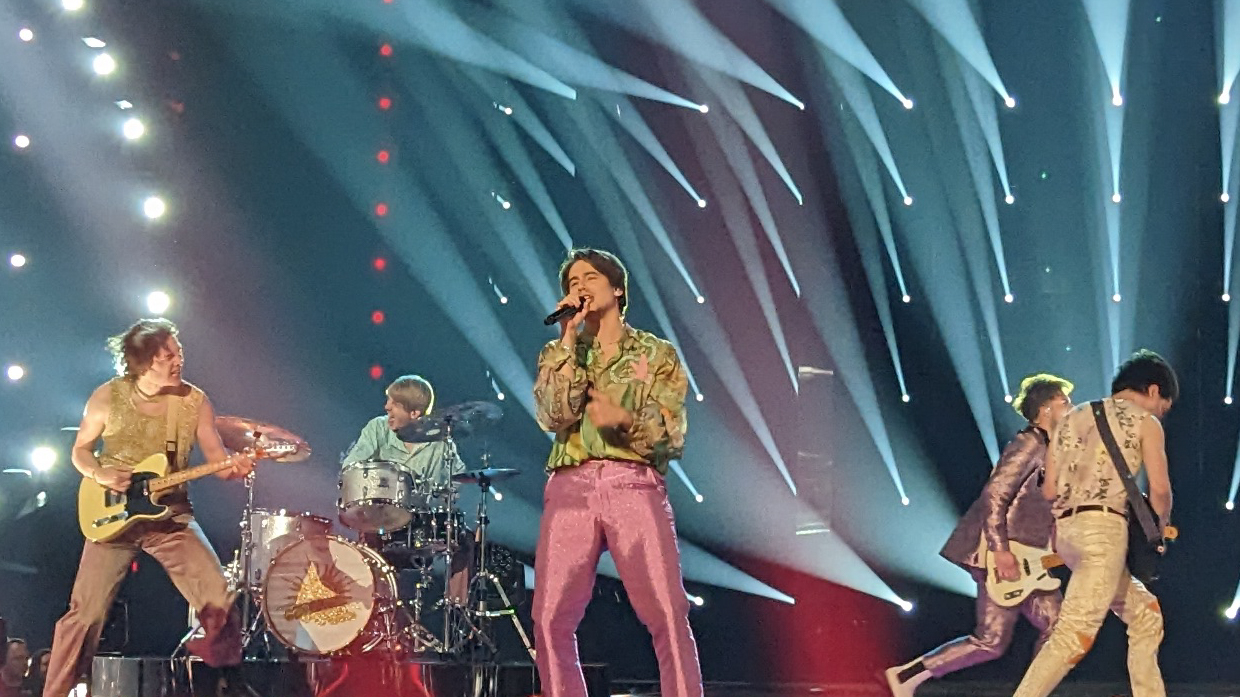
A Joker Out Liverpoolban (2023)
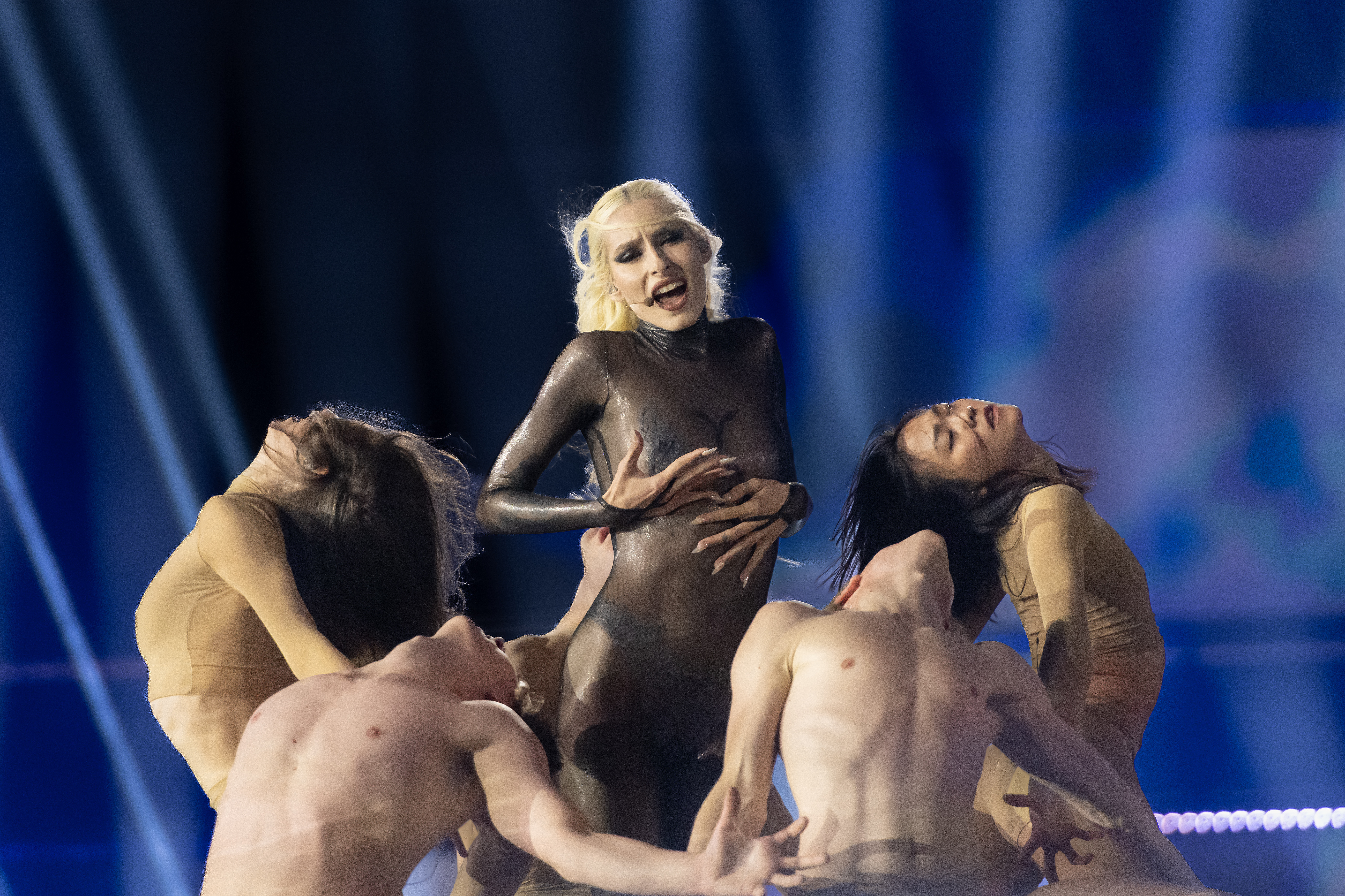
Raiven Malmőben (2024)
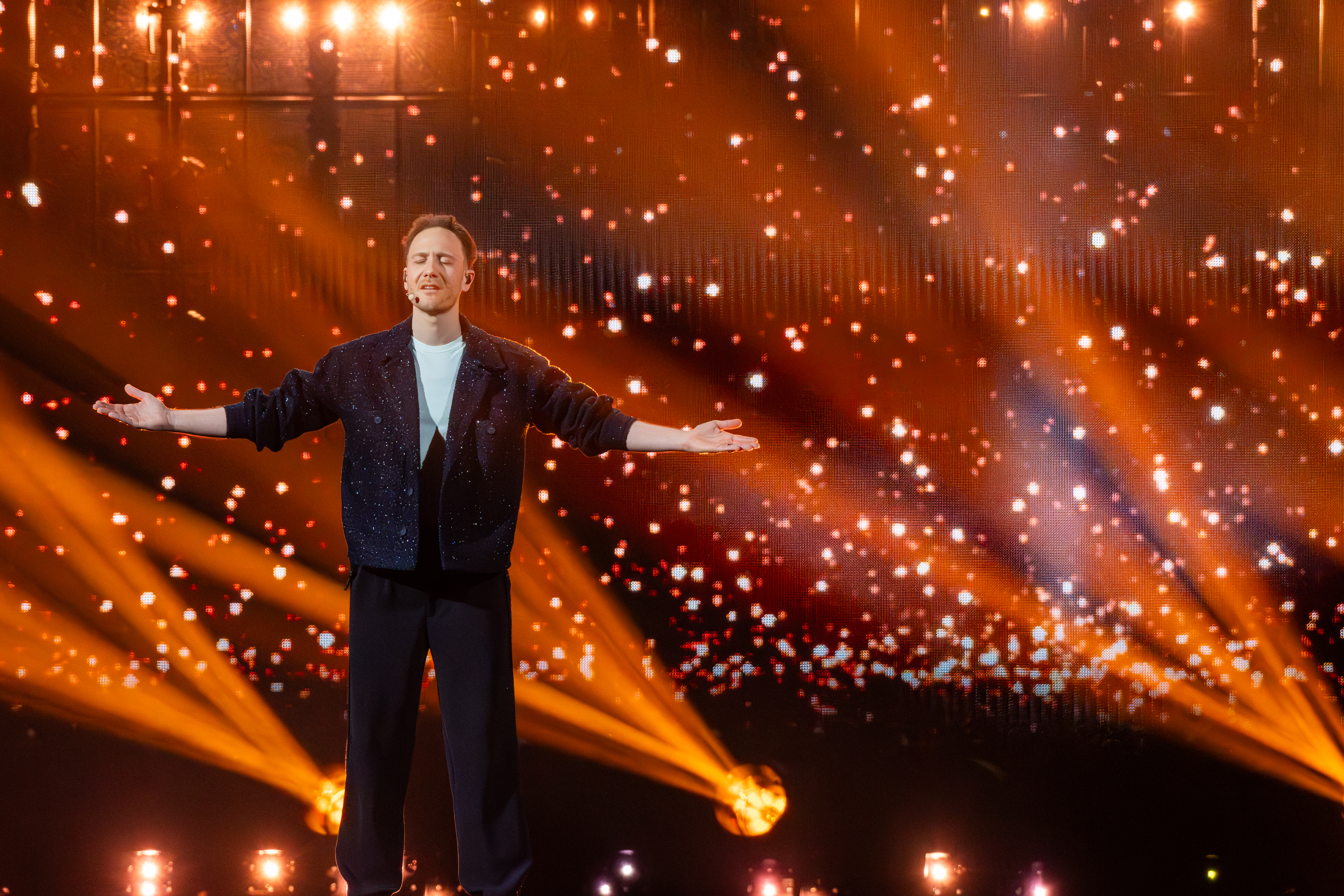
Klemen Bázelben (2025)

## Lásd még
- Jugoszlávia az Eurovíziós Dalfesztiválokon
- Szlovénia a Junior Eurovíziós Dalfesztiválokon